# WTA Auckland Open
WTA Auckland Open (sponsorizat în prezent de ASB Bank și numit ASB Classic) este un turneu profesionist de tenis feminin din Auckland, Noua Zeelandă. Turneul se joacă anual, în prima săptămână a lunii ianuarie, la ASB Tennis Center din suburbia Parnell, chiar la est de Central Business District. Este un turneu la nivel internațional în Turneul Mondial al Asociației Femeilor de Tenis (WTA). Turneul masculin echivalent, ATP Auckland Open, se joacă în săptămâna următoare, imediat înaintea primului turneu de Grand Slam al sezonului, Australian Open.
Se așteaptă ca Auckland Open să revină în 2023, după ce evenimentele din 2021 și 2022 au fost anulate din cauza pandemiei de COVID-19 din cauza restricțiilor de călătorie pentru vizitatorii internaționali în Noua Zeelandă.

## Rezultate

### Simplu

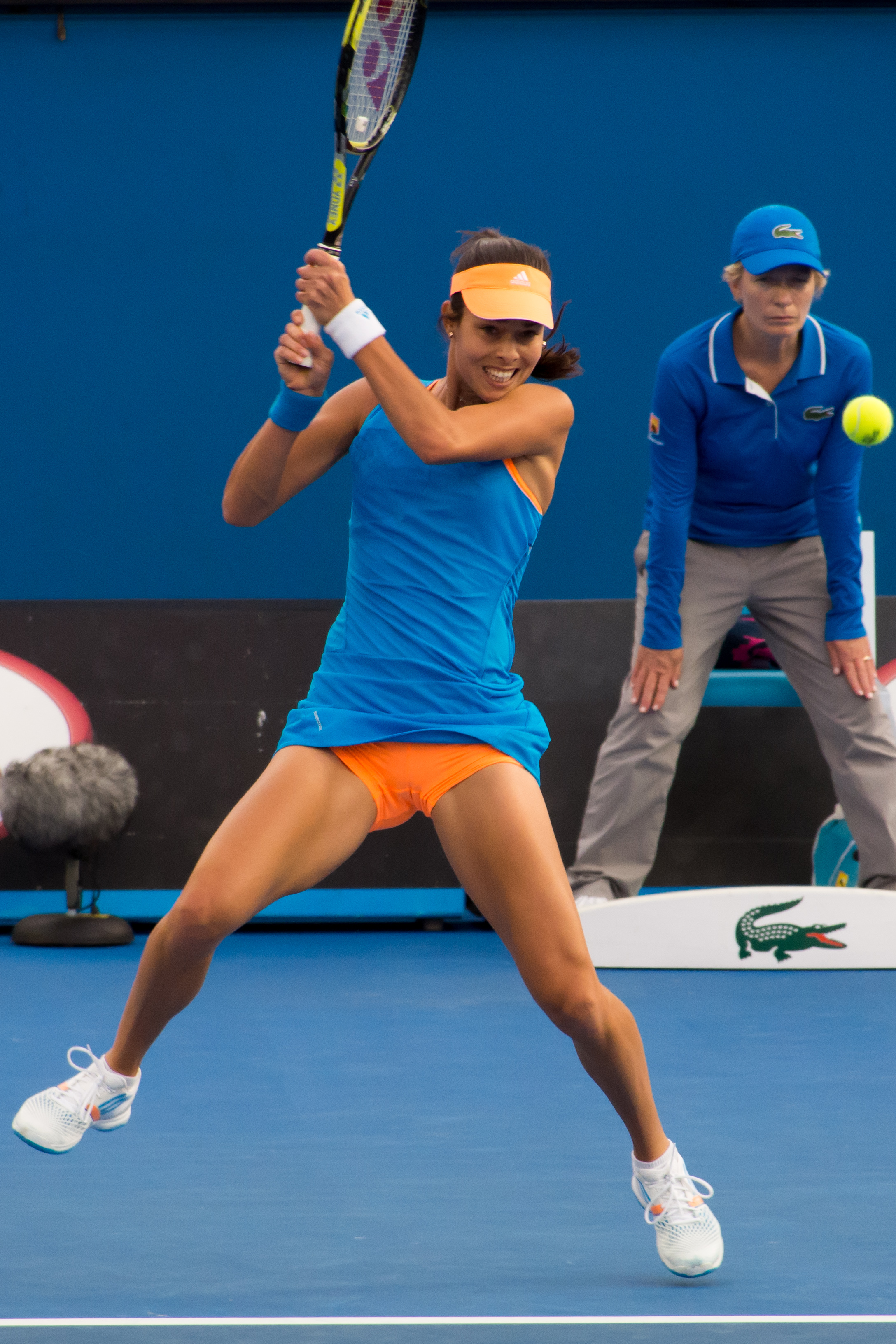
Ana Ivanovic a fost campioana din 2014 la simplu

| An          | Campioană                              | Finalistă                              | Scor                                   |
| ----------- | -------------------------------------- | -------------------------------------- | -------------------------------------- |
| 1985        | Anne Hobbs                             | Louise Field                           | 6–3, 6–1                               |
| 1987        | Gretchen Magers                        | Terry Phelps                           | 6–2, 6–3                               |
| 1988        | Patty Fendick                          | Sara Gomer                             | 6–3, 7–6                               |
| 1989        | Patty Fendick (2)                      | Belinda Cordwell                       | 6–2, 6–0                               |
| 1990        | Leila Meskhi                           | Sabine Appelmans                       | 6–1, 6–0                               |
| 1991        | Eva Švíglerová                         | Andrea Strnadová                       | 6–2, 0–6, 6–1                          |
| 1992        | Robin White                            | Andrea Strnadová                       | 2–6, 6–4, 6–3                          |
| 1993        | Elna Reinach                           | Caroline Kuhlman                       | 6–0, 6–0                               |
| 1994        | Ginger Helgeson-Nielsen                | Inés Gorrochategui                     | 7–6(7–4), 6–3                          |
| 1995        | Nicole Bradtke                         | Ginger Helgeson-Nielsen                | 3–6, 6–2, 6–1                          |
| 1996        | Sandra Cacic                           | Barbara Paulus                         | 6–3, 1–6, 6–4                          |
| 1997        | Marion Maruska                         | Judith Wiesner                         | 6–3, 6–1                               |
| 1998        | Dominique van Roost                    | Silvia Farina Elia                     | 4–6, 7–6, 7–5                          |
| 1999        | Julie Halard-Decugis                   | Dominique van Roost                    | 6–4, 6–1                               |
| 2000        | Anne Kremer                            | Cara Black                             | 6–4, 6–4                               |
| 2001        | Meilen Tu                              | Paola Suárez                           | 7–6(10–8), 6–2                         |
| 2002        | Anna Smashnova                         | Tatiana Panova                         | 6–2, 6–2                               |
| 2003        | Eleni Daniilidou                       | Cho Yoon-jeong                         | 6–4, 4–6, 7–62                         |
| 2004        | Eleni Daniilidou (2)                   | Ashley Harkleroad                      | 6–3, 6–2                               |
| 2005        | Katarina Srebotnik                     | Shinobu Asagoe                         | 5–7, 7–5, 6–4                          |
| 2006        | Marion Bartoli                         | Vera Zvonareva                         | 6–2, 6–2                               |
| 2007        | Jelena Janković                        | Vera Zvonareva                         | 7–6(11–9), 5–7, 6–3                    |
| 2008        | Lindsay Davenport                      | Aravane Rezaï                          | 6–2, 6–2                               |
| 2009        | Elena Dementieva                       | Elena Vesnina                          | 6–4, 6–1                               |
| 2010        | Yanina Wickmayer                       | Flavia Pennetta                        | 6–3, 6–2                               |
| 2011        | Gréta Arn                              | Yanina Wickmayer                       | 6–3, 6–3                               |
| 2012        | Zheng Jie                              | Flavia Pennetta                        | 2–6, 6–3, 2–0 Ret.                     |
| 2013        | Agnieszka Radwańska                    | Yanina Wickmayer                       | 6–4, 6–4                               |
| 2014        | Ana Ivanovic                           | Venus Williams                         | 6–2, 5–7, 6–4                          |
| 2015        | Venus Williams                         | Caroline Wozniacki                     | 2–6, 6–3, 6–3                          |
| 2016        | Sloane Stephens                        | Julia Görges                           | 7–5, 6–2                               |
| 2017        | Lauren Davis                           | Ana Konjuh                             | 6–3, 6–1                               |
| 2018        | Julia Görges                           | Caroline Wozniacki                     | 6–4, 7–6(7–4)                          |
| 2019        | Julia Görges (2)                       | Bianca Andreescu                       | 2–6, 7–5, 6–1                          |
| 2020        | Serena Williams                        | Jessica Pegula                         | 6–3, 6–4                               |
| 2021        | Anulat din cauza pandemiei de COVID-19 | Anulat din cauza pandemiei de COVID-19 | Anulat din cauza pandemiei de COVID-19 |
| 2022        | Anulat din cauza pandemiei de COVID-19 | Anulat din cauza pandemiei de COVID-19 | Anulat din cauza pandemiei de COVID-19 |
| ↓ WTA 250 ↓ |                                        |                                        |                                        |
| 2023        | Coco Gauff                             | Rebeka Masarova                        | 6–1, 6–1                               |
| 2024        | Coco Gauff (2)                         | Elina Svitolina                        | 6–7(4–7), 6–3, 6–3                     |
| 2025        | Clara Tauson                           | Naomi Osaka                            | 4–6 ret.                               |

### Dublu
| An   | Campioane                              | Finaliste                                     | Scor                                   |
| ---- | -------------------------------------- | --------------------------------------------- | -------------------------------------- |
| 1996 | Els Callens Julie Halard-Decugis       | Jill Hetherington Kristine Radford            | 6–1, 6–0                               |
| 1997 | Janette Husárová Dominique Van Roost   | Aleksandra Olsza Elena Pampoulova             | 6–2, 6–7(5–7), 6–3                     |
| 1998 | Nana Miyagi Tamarine Tanasugarn        | Julie Halard-Decugis Janette Husárová         | 7–6(7–1), 6–4                          |
| 1999 | Silvia Farina Barbara Schett           | Seda Noorlander Marlene Weingärtner           | 6–2, 7–6(7–2)                          |
| 2000 | Cara Black Alexandra Fusai             | Barbara Schwartz Patricia Wartusch            | 3–6, 6–3, 6–4                          |
| 2001 | Alexandra Fusai (2) Rita Grande        | Emmanuelle Gagliardi Barbara Schett           | 7–6(7–4), 6–3                          |
| 2002 | Nicole Arendt Liezel Huber             | Květa Hrdličková Henrieta Nagyová             | 7–5, 6–4                               |
| 2003 | Teryn Ashley Abigail Spears            | Cara Black Elena Likhovtseva                  | 6–2, 2–6, 6–0                          |
| 2004 | Mervana Jugić-Salkić Jelena Kostanić   | Virginia Ruano Pascual Paola Suárez           | 7–6(8–6), 3–6, 6–1                     |
| 2005 | Shinobu Asagoe Katarina Srebotnik      | Leanne Baker Francesca Lubiani                | 6–3, 6–3                               |
| 2006 | Elena Likhovtseva Vera Zvonareva       | Émilie Loit Barbora Strýcová                  | 6–3, 6–4                               |
| 2007 | Janette Husárová (2) Paola Suárez      | Hsieh Su-wei Shikha Uberoi                    | 6–0, 6–2                               |
| 2008 | Mariya Koryttseva Lilia Osterloh       | Martina Müller Barbora Záhlavová-Strýcová     | 6–3, 6–4                               |
| 2009 | Nathalie Dechy Mara Santangelo         | Nuria Llagostera Vives Arantxa Parra Santonja | 4–6, 7–6(7–3), 12–10                   |
| 2010 | Cara Black (2) Liezel Huber (2)        | Natalie Grandin Laura Granville               | 7–6(7–4), 6–2                          |
| 2011 | Květa Peschke Katarina Srebotnik (2)   | Sofia Arvidsson Marina Erakovic               | 6–3, 6–0                               |
| 2012 | Andrea Hlaváčková Lucie Hradecká       | Julia Görges Flavia Pennetta                  | 6–7(2–7), 6–2, [10–7]                  |
| 2013 | Cara Black (3) Anastasia Rodionova     | Julia Görges Yaroslava Shvedova               | 2–6, 6–2, [10–5]                       |
| 2014 | Sharon Fichman Maria Sanchez           | Lucie Hradecká Michaëlla Krajicek             | 2–6, 6–0, [10–4]                       |
| 2015 | Sara Errani Roberta Vinci              | Shuko Aoyama Renata Voráčová                  | 6–2, 6–1                               |
| 2016 | Elise Mertens An-Sophie Mestach        | Danka Kovinić Barbora Strýcová                | 2–6, 6–3, [10–5]                       |
| 2017 | Kiki Bertens Johanna Larsson           | Demi Schuurs Renata Voráčová                  | 6–2, 6–2                               |
| 2018 | Sara Errani (2) Bibiane Schoofs        | Eri Hozumi Miyu Kato                          | 7–5, 6–1                               |
| 2019 | Eugenie Bouchard Sofia Kenin           | Paige Hourigan Taylor Townsend                | 1–6, 6–1, [10–7]                       |
| 2020 | Asia Muhammad Taylor Townsend          | Serena Williams Caroline Wozniacki            | 6–4, 6–4                               |
| 2021 | Anulat din cauza pandemiei de COVID-19 | Anulat din cauza pandemiei de COVID-19        | Anulat din cauza pandemiei de COVID-19 |
| 2022 | Anulat din cauza pandemiei de COVID-19 | Anulat din cauza pandemiei de COVID-19        | Anulat din cauza pandemiei de COVID-19 |
| 2023 | Miyu Kato Aldila Sutjiadi              | Leylah Fernandez Bethanie Mattek-Sands        | 1–6, 7–5, [10–4]                       |
| 2024 | Anna Danilina Viktória Hrunčáková      | Marie Bouzková Bethanie Mattek-Sands          | 6–3, 6–7 (5–7), [10–8]                 |
| 2025 | Jiang Xinyu Wu Fang-hsien              | Aleksandra Krunić Sabrina Santamaria          | 6–3, 6–4                               |

## Galerie

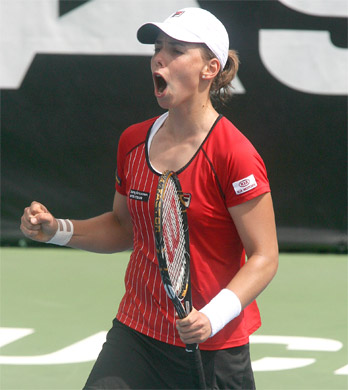
Marina Erakovic, 2009
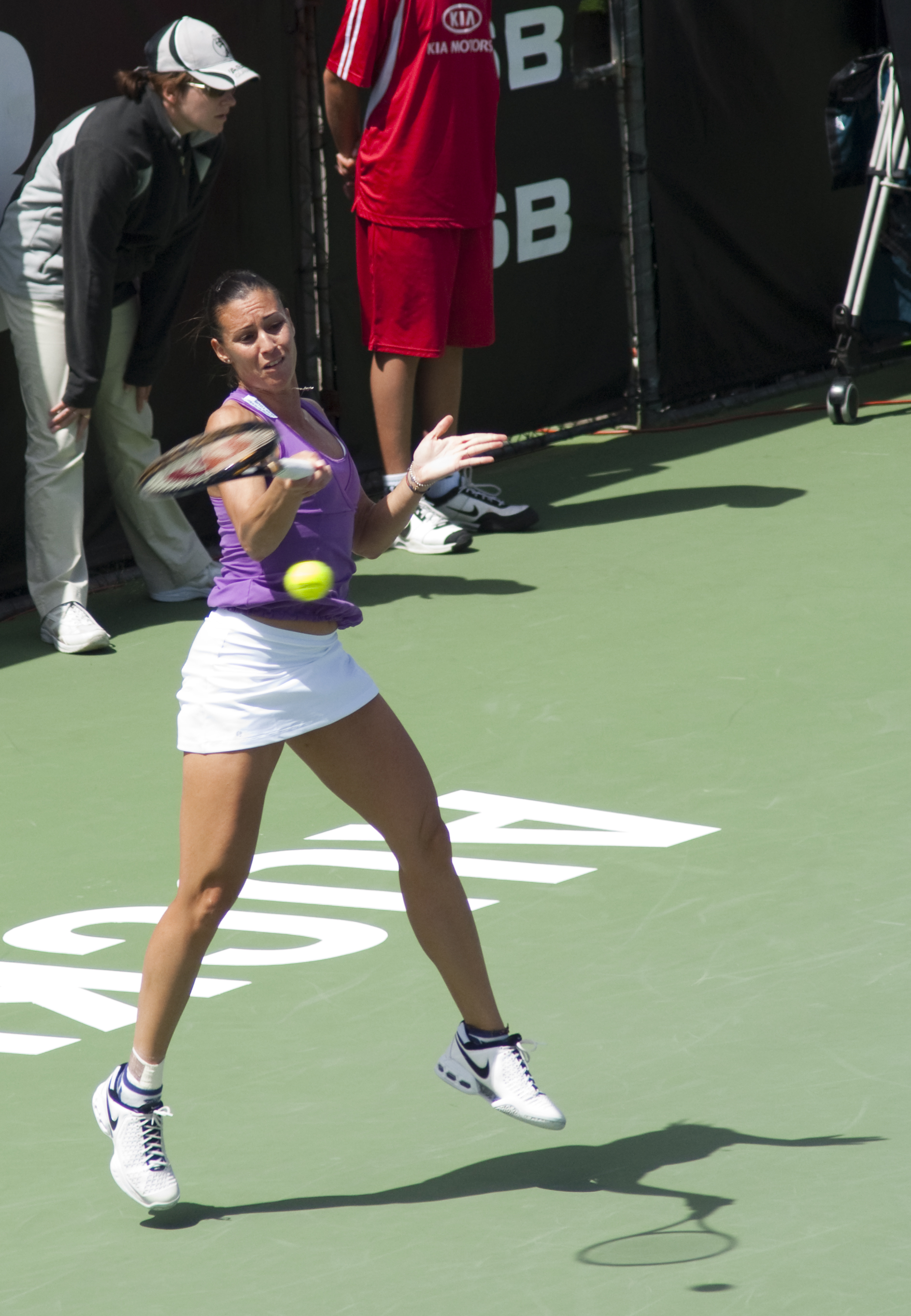
Flavia Pennetta, 2010
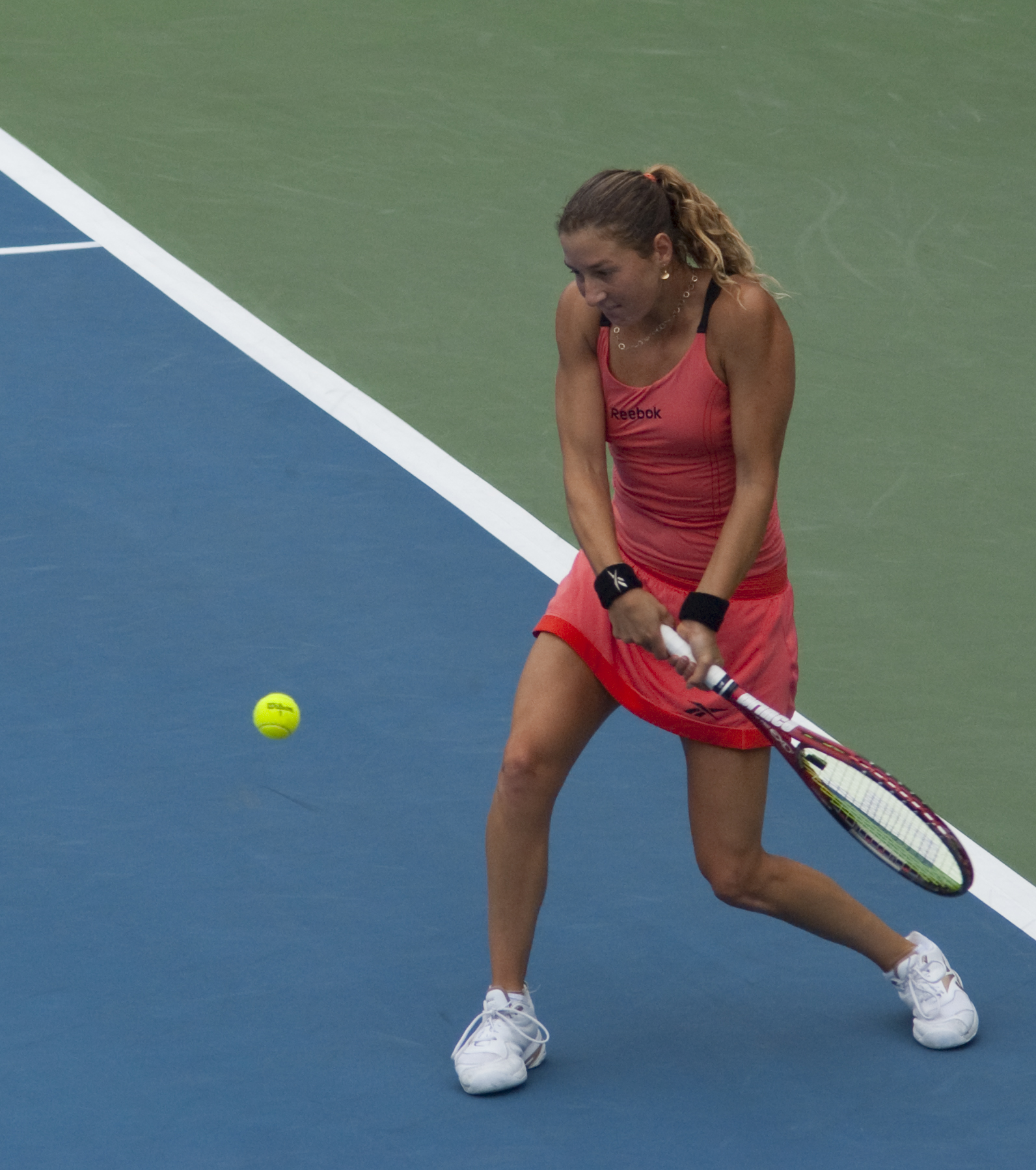
Shahar Pe'er, 2010
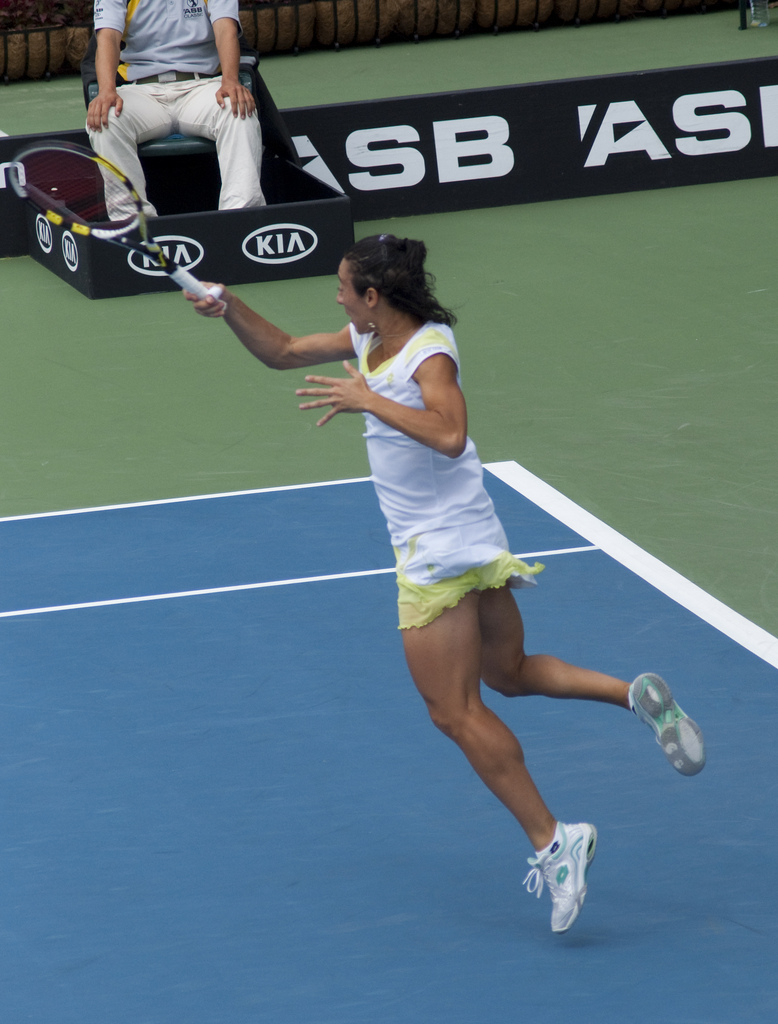
Francesca Schiavone, 2010